# Laetoli

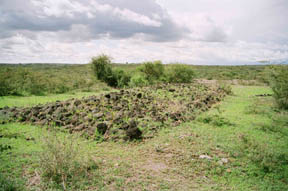
„Fundstelle G“ 2006

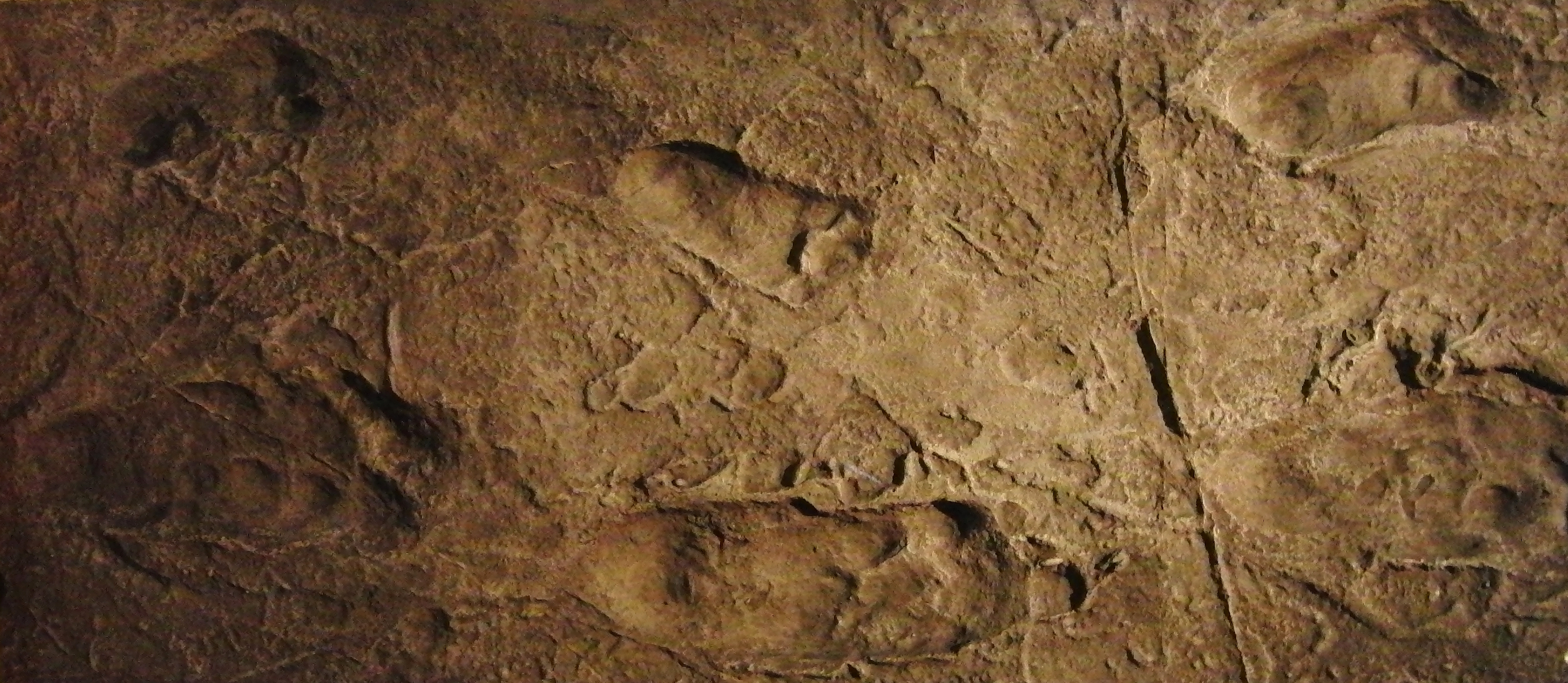
Die Laetoli-Spur aus „Fundstelle G“ (Abguss)

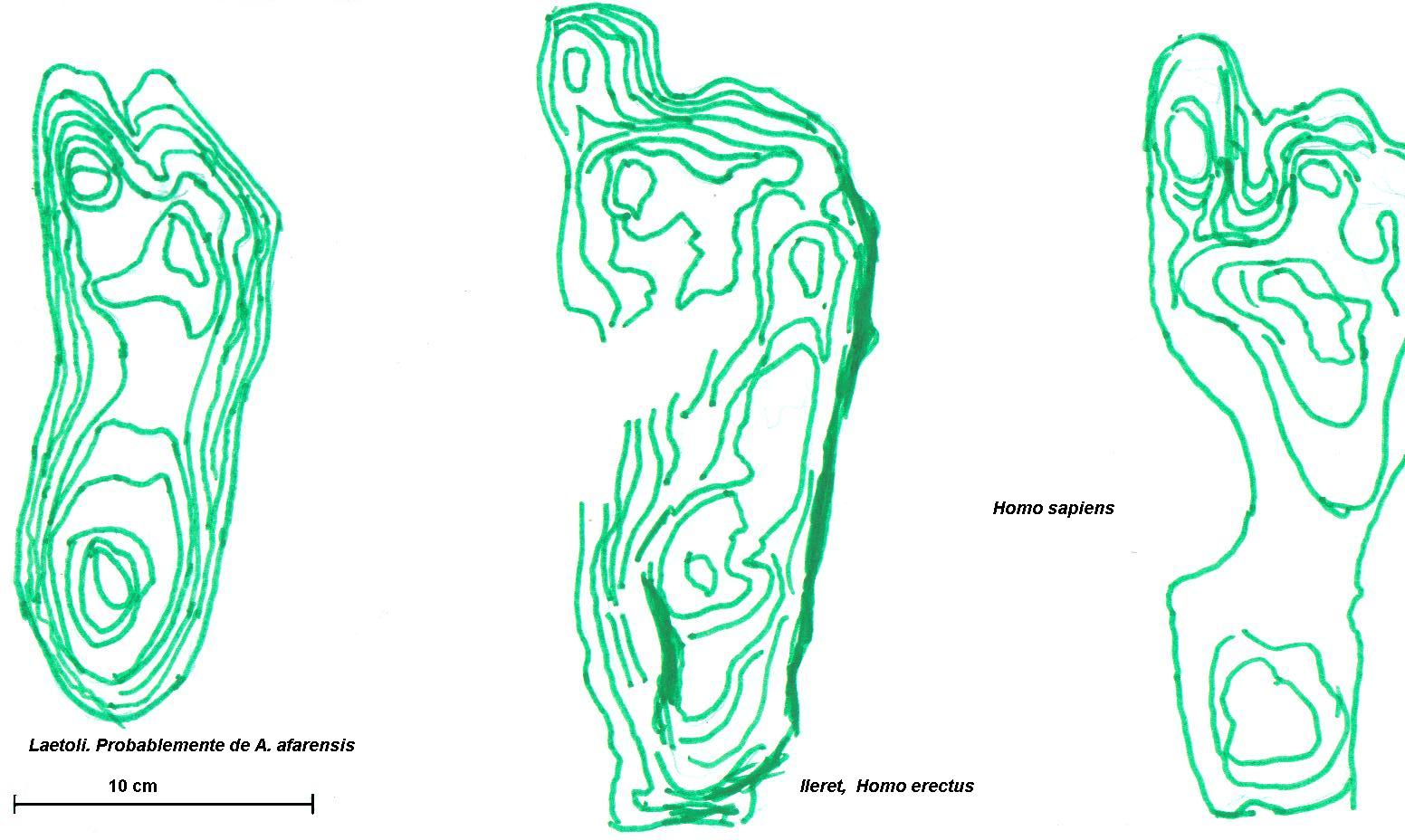
Fußspuren im Vergleich: die grünen Linien verbinden Punkte gleicher Druckbelastung.
links: Australopithecus afarensis („Fundstelle G“, 3,6 Mio. Jahre alt)
Mitte: Homo erectus (1,5 Mio. Jahre alt)
rechts: Homo sapiens

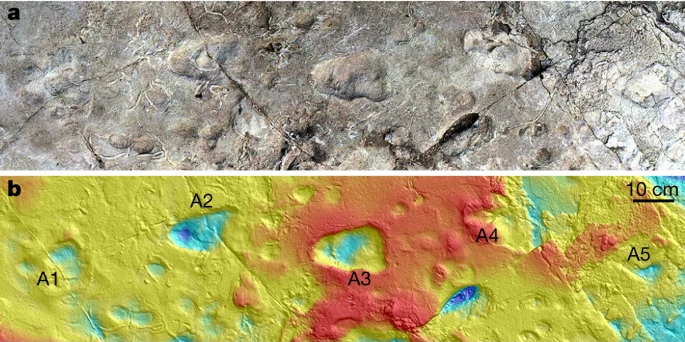
Die fünf Abdrücke aus „Fundstelle A“ (Originale)

Laetoli ist eine bedeutende paläontologische Fundstelle von Fossilien aus dem Pliozän im Norden von Tansania. Sie befindet sich im Ostafrikanischen Graben etwa 45 Kilometer südlich der Olduvai-Schlucht und rund 200 km westlich von Arusha, im Bereich der Ngorongoro Conservation Area. Internationale Beachtung fand der Ort 1978, nachdem dort fossile Fußspuren von drei aufrecht gehenden Individuen der Hominini entdeckt worden waren. Die vulkanischen Aschen dieses Gebiets werden heute als ungefähr 3,6 Mio. Jahre alt ausgewiesen.
Die Bezeichnung Laetoli ist der Lesart von Tim White zufolge eine Abwandlung von „Olaitole“, dem Namen eines nahen Wasserlaufs; laut Mary Leakey ist sie hingegen abgeleitet von dem bei den Massai üblichen Namen für die Blutblumen (Haemanthus); in den 1970er Jahren wurde die Fundstelle auch Laetolil geschrieben.

## Forschungsgeschichte
Das heute als Laetoli bezeichnete Gelände ist seit den 1930er Jahren in Fachkreisen als Fossilienfundstätte bekannt, seine volle Bedeutung für die Paläoanthropologie wurde jedoch erst in den 1970er Jahren erkannt.
Das Gebiet erstreckt sich links und rechts des Flusses Garusi über eine Länge von ungefähr zehn Kilometern und ist rund drei Kilometer breit. Die vorliegenden Ablagerungen in Schichten überwiegend vulkanischer Herkunft (Tuff) sind an manchen Stellen mehr als 130 Meter stark, die Fossilien treten zumeist durch Erosion an den Hängen hervor. Innerhalb der etwa 30 Quadratkilometer großen Fläche sind mehrere Dutzend verschiedene Fundplätze („localities“) definiert.
Erstmals wissenschaftliche Beachtung fand die Gegend im Jahr 1935, als Louis Leakey in der Olduvai-Schlucht tätig war und von einem Einheimischen namens Sanimu auf die Fossilien von Laetoli aufmerksam gemacht wurde. Leakey und sein Team – darunter auch Mary Leakey – verbrachten daraufhin einige Tage in Laetoli und sammelten diverse Säugetier-Fossilien, darunter den Eckzahn eines Primaten, der aber erst 1981 als hominin (zu Australopithecus gehörig) beschrieben wurde und bis dahin 44 Jahre unbeachtet in der Sammlung des Natural History Museum (Sammlungsnummer: BMNH M.18773) verwahrt worden war.
1938/39 besuchte dann der deutsche Forscher Ludwig Kohl-Larsen das Gelände. Dort entdeckte er 1939 unter anderem ein hominines Oberkieferfragment mit zwei Prämolaren (Garusi 1, auch: Garusi Hominid 1) und einen 3. Oberkiefer-Molar (Garusi 2), ohne aber ein neues Taxon zu vergeben. Beschrieben wurden seine Fossilien erstmals 1950 von Hans Weinert, der sie als Meganthropus africanus bezeichnete. Später wurde in Larsens Sammlung noch ein Eckzahn als hominin identifiziert (Garusi 4), und alle drei Fossilien wurden schließlich als die ersten gefundenen Fossilien von Australopithecus afarensis erkannt.
1959 kehrten Louis und Mary Leakey nochmals nach Laetoli zurück und sammelten erneut Säugetier-Fossilien auf, entdeckten jedoch keine weiteren Überreste der Hominini; eine dritte Visite der beiden fand 1964 statt. Erst 1974 aber, nachdem unter der Leitung von Mary Leakey in Laetoli ein homininer Prämolar entdeckt worden war (Sammlungsnummer: L.H. 1 = Laetoli Hominid 1), wuchs das Interesse an einer gründlicheren Erkundung des Geländes, zumal schon bald mehrere gut erhaltene Unterkiefer von jugendlichen und von erwachsenen Hominini gefunden wurden. Allerdings blieb deren taxonomische Zuordnung zunächst im Unklaren, da es keine gesicherten Daten zur Altersbestimmung der Fossilien gab. 1976 konnte dann 13 weiteren Fossilienfunden aufgrund einer von Garniss Curtis vorgenommenen Kalium-Argon-Datierung erstmals ein Alter zugeschrieben werden: etwa 3,59 bis 3,77 Millionen Jahre. Neuere Datierungen ergaben für die bis 2010 bekannt gewordenen 33 Fundstücke ein Alter von etwa 3,63 bis 3,85 Millionen Jahren.
1978 beschrieb Donald Johanson gemeinsam mit Yves Coppens und Tim White erstmals die Art Australopithecus afarensis. Für die wissenschaftliche Erstbeschreibung wurde als Holotypus ein 1974 vom Leakey-Team gefundener und 1976 in Nature beschriebener Unterkiefer aus Laetoli LH 4 ausgewählt, als zusätzlicher Beleg bzw. Paratypus sind eigene Funde aus der Afar-Region angegeben wie  AL 288-1, besser bekannt als Lucy.
Seit 1998 leitet Terry Harrison von der New York University weitere Ausgrabungen im Gebiet von Laetoli; mehr als 10.000 Fossilien wurden gesammelt, darunter diverse Hominini-Knochen, so auch der erste Fund eines Paranthropus aethiopicus in Tansania, dessen Alter mit 2,66 Millionen Jahren angegeben wird.

## Fußspuren

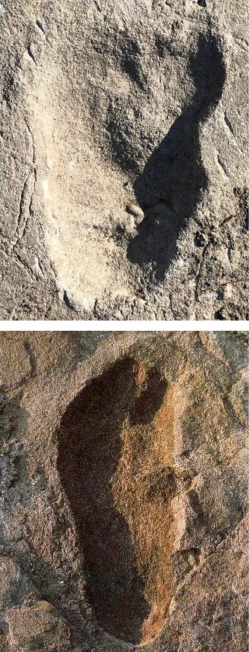
Oben: Abdruck aus „Fundstelle A“; unten: Abdruck aus „Fundstelle G“ (Originale)

1976 entdeckte Andrew Hill, ein Professor für Paläontologie an der Yale University, während eines Besuchs in Laetoli in einem an der Erdoberfläche liegenden vulkanischen Tuff – genannt Tuff 7 – Vertiefungen, die er als die Abdrücke von aufgetroffenen fossilen Regentropfen sowie als Tierspuren von Vögeln, Säugetieren und Wirbellosen interpretierte. Hill fand die Spuren, als er sich vor einem Klumpen Elefantendung duckte, den ein Kollege nach ihm warf. 1977 wurden in Laetoli weitere Spuren entdeckt, die unter Vorbehalt als hominin interpretiert wurden. Im Juli 1978 entdeckte der Chemiker Paul Irving Abell (Mitglied des Teams von Mary Leakey) in der „Fundstelle G“ zwei parallel verlaufende Spuren von zweifelsfrei aufrecht gehenden Individuen der Hominini, die über mehr als 20 Meter hinweg erhalten geblieben waren. Die westliche Spur stammt von einem einzeln laufenden homininen Individuum und wies anfangs 22 Abdrücke auf, 1979 wurde die benachbarte östliche Spur aus 12 Abdrücken schließlich als die Fährte von zwei hintereinander in der gleichen Spur laufenden Individuen erkannt: Dies waren die bis dahin ältesten Belege für Bipedie bei frühen Hominini. Später wurden weitere hominine Fußabdrücke gesichert, so dass heute rund 70 bekannt sind. Die Doppelspur wird von vielen Forschern Australopithecus afarensis zugeordnet.
Die Erzeuger der Spuren – darunter kleine Affen, Antilopen, Elefanten, Nashörner, Pferde, eine Katze, Perlhühner und ein Käfer – waren vor rund 3,6 Millionen Jahren nebeneinander über frische und von leichtem Regen angefeuchtete vulkanische Asche des 20 km entfernten Vulkans Sadiman gegangen. Die durchfeuchtete Asche härtete in der Sonne aus und wurde von weiteren Ascheschichten bedeckt.
Nach Abschluss der wissenschaftlichen Untersuchung wurden die Fußabdrücke 1979 zum Schutz vor Witterungseinflüssen abgedeckt. 1995/96 wurden die Spuren erneut freigelegt, aus Sorge, die Wurzeln der über ihnen gewachsenen Pflanzen könnten die wertvollen Funde zerstören. Bei dieser Gelegenheit wurden die Fußabdrücke erneut vermessen, fotografiert und abgezeichnet und anschließend wieder unter mehreren Schichten Sand und Erde versiegelt.
Bereits 1976 waren zudem in der „Fundstelle A“ – am Boden eines Trockenflusses – inmitten zahlreicher anderer Abdrücke fünf aufeinander folgende Fußabdrücke gleichen Alters wie jene aus „Fundstelle G“ entdeckt worden; 1978 wurden sie von Mary Leakey als „dem Anschein nach hominid“ [hier gemeint im Sinne von hominin] beschrieben. Nach Entdeckung der Fährten aus „Fundstelle G“ kamen jedoch Zweifel darüber auf, ob die Abdrücke aus „Fundstelle A“ tatsächlich hominin sind oder stattdessen von einem vierfüßigen Sohlengänger – zum Beispiel von einem Bären – stammen, der einige Schritte zweibeinig lief. Anlass für die Zweifel war insbesondere, dass der Verursacher der Fußabdrücke beim Gehen ein Bein über das andere gekreuzt hatte: Eine Gangart, die beim Tanzen als Kreuzschritt bezeichnet wird. Erst mehr als 40 Jahre nach ihrer Entdeckung wurden diese Fußabdrücke erneut untersucht, mit dem Ergebnis, dass die Diagnose „hominin“ im Dezember 2021 bestätigt wurde. Jedoch seien die Fußabdrücke so erheblich abweichend von den Spuren aus „Fundstelle G“, dass sie von einem Individuum einer anderen Art zu stammen scheinen; zu welcher Art sie gehören, wurde in der Fachpublikation nicht erwähnt. Das Überkreuzen der Beine beim Gehen könne darauf zurückzuführen sein, dass das Individuum auf unebenem Untergrund gestolpert sei und durch diese Schrittfolge sich wieder zu stabilisieren versuchte.

## Belege
1. ↑   Donald Johanson et al.: Lucy und ihre Kinder. Elsevier, 2. aktualisierte Auflage, München 2006, S. 142, ISBN 978-3-8274-1670-4.
2. 1 2 3 4  Mary Leakey et al.: Fossil hominids from the Laetolil Beds. In: Nature, Band 262, 1976, S. 460–466, doi:10.1038/262460a0.
3. ↑  Die Darstellung der Forschungsgeschichte folgt im Wesentlichen Tim White, Gen Suwa: Hominid Footprints at Laetoli: Facts and Interpretation. In: American Journal of Physical Anthropology. Band 72, Nr. 4, 1987, S. 485–514, doi:10.1002/ajpa.1330720409.
4. ↑  Tim White: Primitive Hominid Canine from Tanzania. In: Science. Band 213, Nr. 4505, 1981, S. 348–349, doi:10.1126/science.213.4505.348.
5. ↑   Hans Weinert: Über die neuen Vor- und Frühmenschenfunde aus Afrika, Java, China und Frankreich. In: Zeitschrift für Morphologie und Anthropologie. Band 42, 1950, S. 113–148.
6. ↑   Terry Harrison: Hominins from the Upper Laetolil and Upper Ndolanya Beds, Laetoli. Kapitel 7 in: Terry Harrison (Hrsg.): Paleontology and Geology of Laetoli: Human Evolution in Context. Volume 2: Fossil Hominins and the Associated Fauna, Vertebrate Paleobiology and Paleoanthropology. Springer Science + Business Media, 2011, S. 141, doi:10.1007/978-90-481-9962-4_7.
7. ↑  Donald Johanson, Tim White und Yves Coppens: A new Species of the Genus Australopithecus (Primates: Hominidae) from the Pliocene of Eastern Africa. In: Kirtlandia, Nr. 28, 1978, S. 1–14
8. ↑   Mary Leakey, Michael Herbert Day: Pliocene footprints in the Laetolil Beds at Laetoli, northern Tanzania. In: Nature. Band 278, 1979, S. 317–323, doi:10.1038/278317a0.
9. ↑  Michael Herbert Day und Ernie H. Wickens: Laetoli Pliocene hominid footprints and bipedalism. In: Nature. Band 286, Nr. 5771, 1980, S. 385–387, doi:10.1038/286385a0.
10. ↑  Mary Leakey: Pliocene footprints at Laetoli, northern Tanzania. In: Antiquity. Band 52, Nr. 205, 1978, S. 133, doi:10.1017/S0003598X00071969.
11. ↑  Ellison J. McNutt et al.: Footprint evidence of early hominin locomotor diversity at Laetoli, Tanzania. In: Nature. Online-Veröffentlichung vom 1. Dezember 2021, doi:10.1038/s41586-021-04187-7.
 Mystery solved: Footprints from site a at Laetoli, Tanzania, are from early humans, not bears. Auf: eurekalert.org vom 1. Dezember 2021.

Koordinaten: 2° 59′ 46,4″ S, 35° 21′ 8,6″ O